# تحوت
تحوت، توث، تات یا ثوث (به قبطی: Ⲑⲱⲟⲩⲧ Thōout) (شکل یونانی کوینه شده: Θώθ Thṓth) (به مصری: ḏḥwtj، به معنی: او شبیه به آیبِس است) از نخستین ایزدان مصر باستان به‌شمار می‌رود. تحوت نام دگرگون شدهٔ جهوتی یا زهوتی در جهان یونانی رومی است. در نگاره‌های مصری به شکل مردی با سر لک لک (اکراس) به تصویر کشده شده است. یونانیان او را با هرمس، پیام‌رسان ایزدان، یکی می‌پنداشتند و در سراسر مصر به عنوان ایزد ماه، پشتیبان دانش، جادوگری، ادبیات، خرد و اختراعات، سخن گوی ایزدان و نگاه‌بان آثار ایشان شناخته‌شده بود. جهوتی به ظاهر تنها به معنی اهل جهوت استان باستانی مصر سفلی، است که مرکزش هرموپولیس پاروا (پیش از آن که محراب اصلی‌اش در هرموپلیس ماگنا در مصر علیا بنا شود) بایست گهوارهٔ آیین تحوت بوده باشد. ایزدشناسان هرموپلیس گفته‌اند که تحوت همان خدای راستین جهان، یا دمیژ (خدای آفریننده جهان مادی) و لک لک ایزدی است که در هرموپلیس ماگنا تخم کیهانی گذارده است. آنان می‌آموختند که او تنها با صدای خویش، کار آفرینش را به پایان برد. چون او نخست از نو ازلی بیدار گشت، لب‌هایش را گشود و از صدایی که برون فرستاد، آفرینش مادی چهار ایزد و آن گاه چهار ایزد بانو را سبب شد. به همین سبب، هرموپلیس بعدها خونوم (شهر هشت ایزد) نام گرفت. این ایزدان هشت‌گانه، بدون شخصیت واقعی، با کلام خویش به آفرینش گیتی ادامه دادند. از نوشته‌های کهن بر می‌آید که آنان صبحگاهان و شامگاهان سرودهای آیینی بر می‌خوانند تا از استمرار گردش خورشید اطمینان یابند. تحوت در کتاب اهرام گاه کهن‌ترین فرزند رع، گاه فرزند گب و نات، برادر ایزیس، ست و نفتیس است. اما معمولاً به خانوادهٔ اوزیریس تعلق ندارد و صرفاً وزیر اوزیریس و کاتب مقدس او به‌شمار می‌رود.

## نگارهٔ تحوت

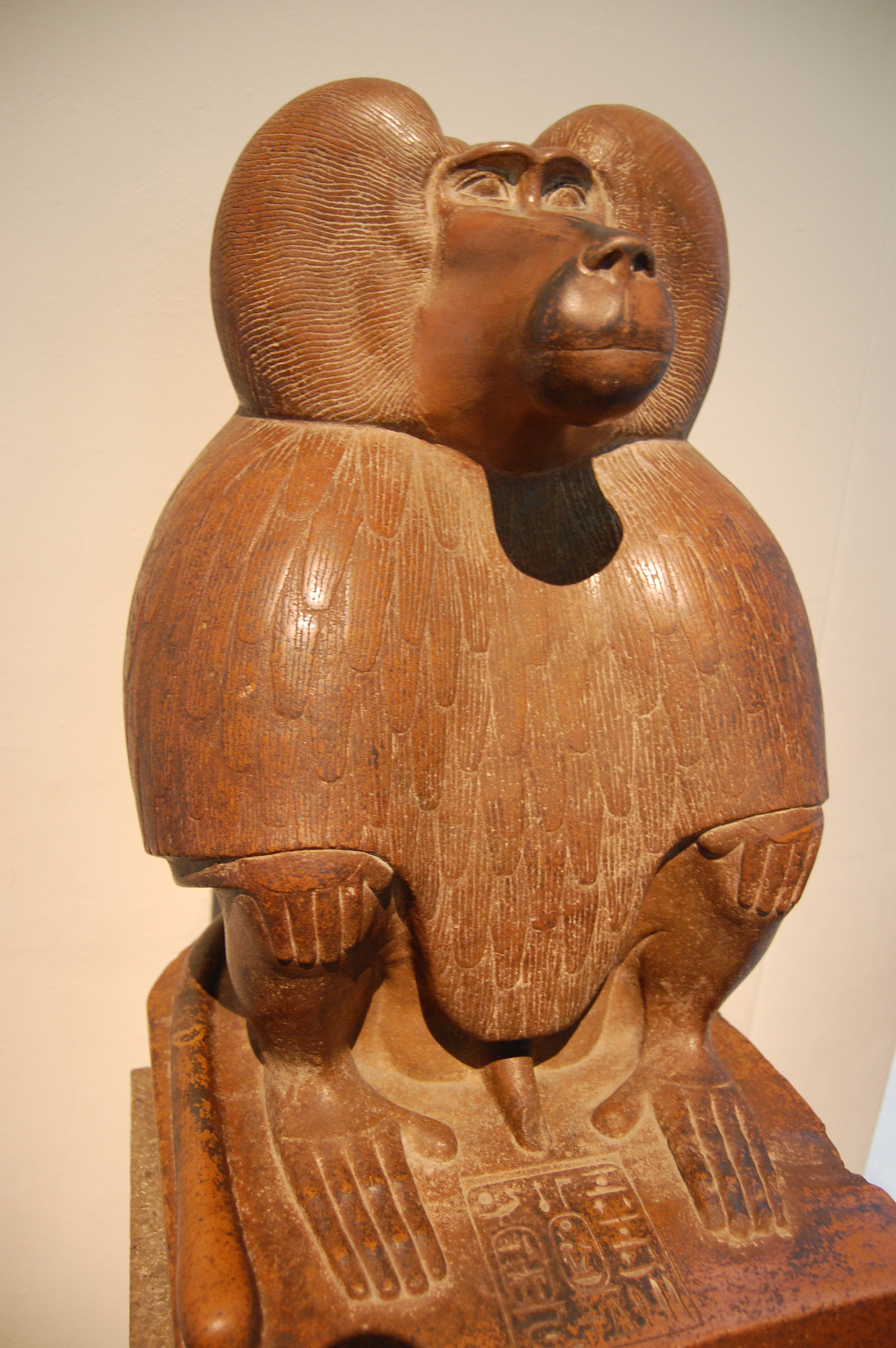
تصویر توت به عنوان یک بابون (۱۴۰۰ ق. م) موزه بریتانیا.

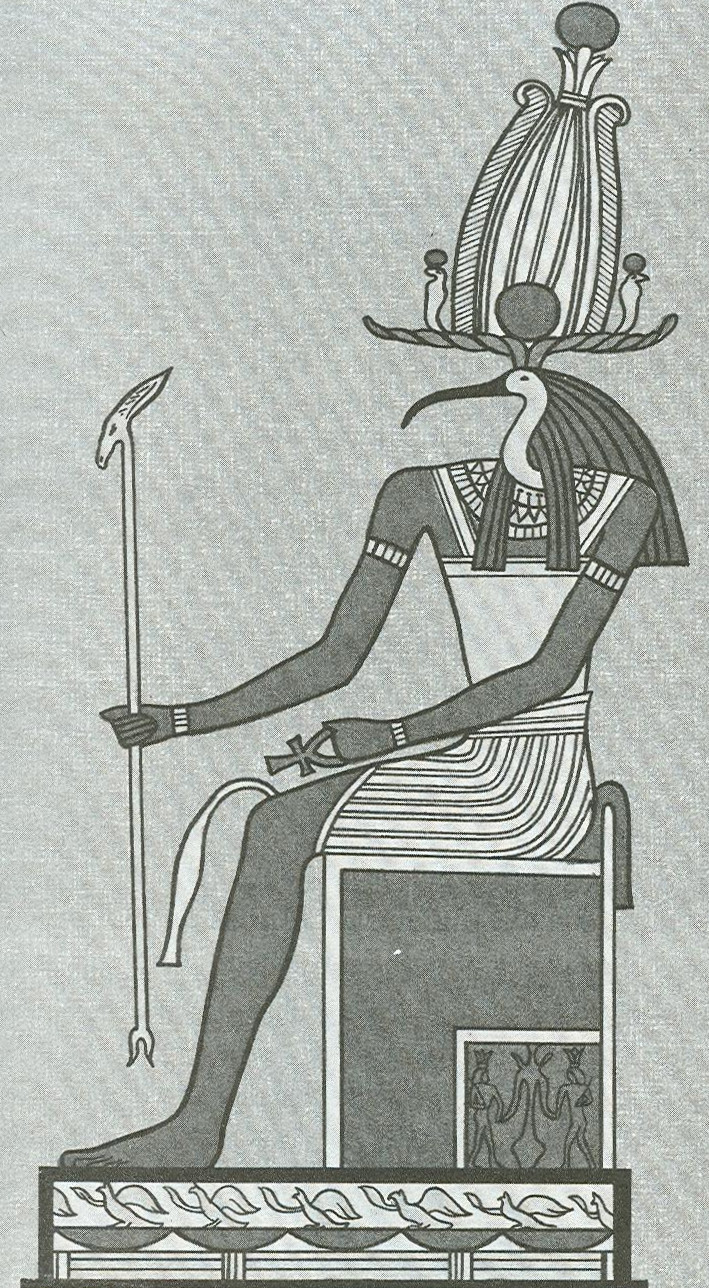
نگاره‌ای از تحوت با سر لک‌لک

تحوت را معمولاً با سر لک لک نمایانده‌اند که تاج ماه بر کاکل دارد، یا گاه فاقد آن است. بیشتر تمایل داشتند او را به صورت همین پرنده بنمایانند، اما گاهی او را یک میمون با سر سگ نیز نمایانده‌اند که نشان‌دهنده آن است که این ایزد دوران تاریخی، محتملاً از آمیختگی شخصیت دو ایزد ماه (یکی به گونهٔ پرنده و دیگری به گونهٔ میمون) پدید آمده است.

## تحوت، دانش و خرد
و خرد کامل به تحوت اعطا شده است و هم اوست که همهٔ هنرها و علوم، از جمله حساب، نقشه‌برداری، هندسه، ستاره‌شناسی، فال‌گیری، جادو، پزشکی، جراحی، موسیقی، آلات موسیقی بادی و سازه‌های زهی، طراحی و مهم‌تر از همه نگارش را پدیدآورد که بدون آن، انسان همهٔ آموزه‌ها و سود مندی کشفیات خود را فراموش می‌کرد. او واضع تصویرنگاری (هیروگلیف) بود و خداوندگار کلام مقدس نام گرفت. به عنوان رئیس جادوگران سالار بزرگ لقب گرفت. شاگردانش لاف می‌زدند که به دخمه‌ای که او کتاب‌های جادو را پنهان کرده بود، دست رسی پیدا کرده و موفق به رمزگشایی آن شده‌اند و قواعدی را که بر همهٔ قوای طبیعت فرمان می‌راند و حتی خود ایزدان را نیز منکوب می‌سازد، آموخته‌اند. با این نیروی بی‌کران بود که پیروان این ایزد او را سه‌بار بس بزرگ لقب می‌دادند.
در میان شاخهٔ ایزدان که در زمان آفرینش به پیدایی آمدند، ایزد توث، با همسرش ایزدبانو ماعت، به ویژه در کار استقرار و کسب نظم در آسمان و زمین بود. وظایف توث بیش از این مسائل بود، چون او مسئول محاسبات ریاضی فراسوی قاعده‌مندی کیهان به‌شمار می‌رفت. او بود که هنرها را خلق کرد و زمان و فصول را منظم نمود و نقش او در این مورد به عنوان ایزد ماه بود. او را همچنین به صورت «زبان و قلب» رع، توصیف کرده‌اند. بعضی از متون متأخر یونانی توث را همچون جانبخش کلام انسانی تصویر کرده و به او سرشتی مشابه لوگوس افلاطونی بخشیده‌اند. ساده‌ترین معنای اصطلاح لوگوس «کلمه» است. هرچند لوگوس در خرد فلسفی یونان مفهومی عام معادل تعقل یا اندیشه خردگرا داشت که از طریق خواندن و نوشتن تشریح می‌شد؛ بنابراین، لوگوس تجسم این اصل است همانند تشریح معرفت ماوراء طبیعی.

## جهان پس از مرگ

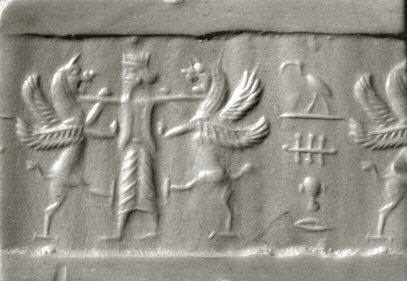
برداشتی مدرن از مهر استوانه‌ای هخامنشی از ایران، با شاهی که دو شیر شیردال را در دو دست خود نگه داشته و هیروگلیف‌های مصری که روی آن نوشته شده «توث حافظ من است». (حدود قرن ۵–۶ قبل از میلاد).

زمانی که ارواح مردگان به جهان دیگر می‌رسیدند، با مراسم سخت قضاوت در تالار ازیریس مواجه می‌شدند. خدای قضاوت‌کننده توث بود. اگر قلب شخص مرده کمتر از یک پر وزن داشت، توث به ازیریس گزارش می‌داد که مقدس و راستکار بوده و شایستهٔ جایی در سرزمین آرامش یا بهشت ازیریس است. اگر قلب سنگین‌تر از پر بود، روح متوفا به دست غولی به نام آمه‌مت (خورنده مردگان) که می‌گفتند پشت توث ایستاده، نابود می‌شد.